# Taylor Ball
Taylor Ball (San Antonio (Texas), 28 december 1987) is een Amerikaans acteur. Hij is vooral bekend geworden door zijn rol als Brian Miller in de sitcom Still Standing.
Ball werd geboren in San Antonio, Texas, maar bracht het grootste deel van zijn jeugd door in Granbury, in dezelfde staat. Later zat hij op het North Central Texas College in Denton, Texas.

## Filmografie
| Jaar      | Titel                           | Rol                  |
| --------- | ------------------------------- | -------------------- |
| 1999      | Walker, Texas Ranger            | Bison Scout #1       |
| 2002      | Special                         | Dennis               |
| 2002-2006 | Still Standing                  | Brian Miller         |
| 2003      | Eddie's Million Dollar Cook-off | Edward "Eddie" Ogden |
| 2005      | Unscripted                      | Kid Director         |